# 22616 Bogolyubov
22616 Bogolyubov este un asteroid din centura principală de asteroizi.

## Descriere
22616 Bogolyubov este un asteroid din centura principală de asteroizi. A fost descoperit pe 23 mai 1998 la Stația Anderson Mesa în cadrul programului LONEOS. Asteroidul prezintă o orbită caracterizată de o semiaxă mare de 2,43 ua, o excentricitate de 0,13 și o înclinație de 2,4° în raport cu ecliptica.